# Hellebecq
Hellebecq (Nederlands: Hellebeek) is een dorp in de Belgische provincie Henegouwen en een deelgemeente van de Waalse gemeente Opzullik. Tot 1 januari 1977 was het een zelfstandige gemeente.

## Bezienswaardigheden
- De Sint-Amanduskerk (Église Saint-Amand) is een van oorsprong romaans kerkgebouw dat later voorzien werd van een laatgotisch koor en omstreeks 1761 voorzien van grote vensters. De kerk is gebouwd in breuksteen. De toren is bedekt met leien.
- De Moulin du Rieu is een watermolen op de Sille, oorspronkelijk eigendom van de Abdij van Ename.

## Natuur en landschap
Hellebecq ligt aan de Zulle die in westelijke richting naar de Dender stroomt. De hoogte aan de kerk bedraagt 41 meter.

## Demografische ontwikkeling
- Bronnen:NIS, Opm:1831 tot en met 1970=volkstellingen, inwoneraantal op 31 december

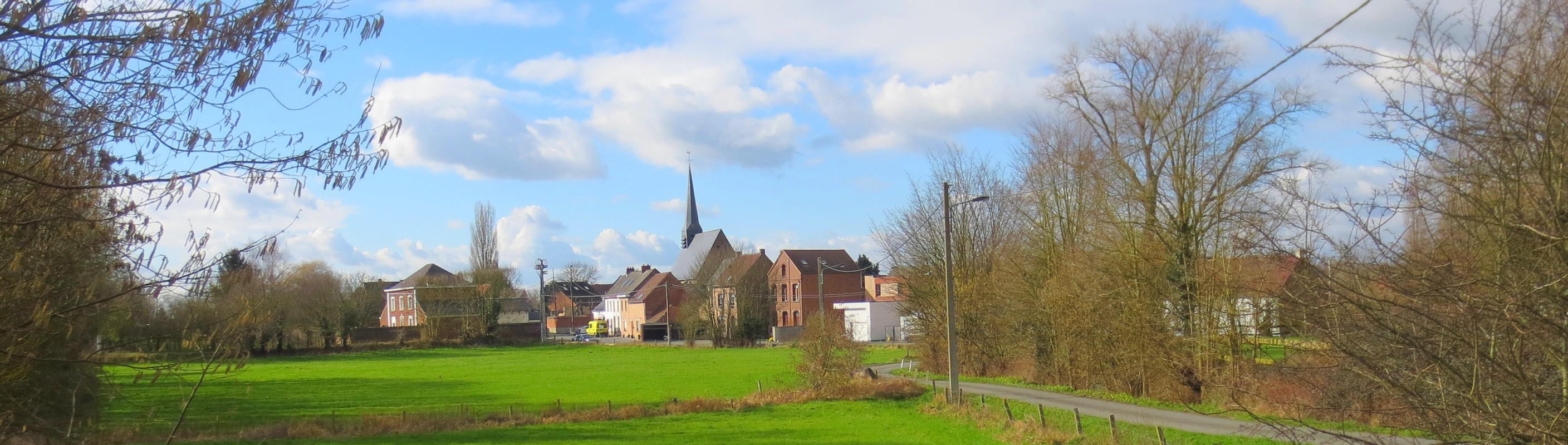
Zicht op Hellebecq

## Taal
De streek van Opzullik had evenals Edingen en Hove lang een tweetalig karakter. Gedeeltelijk is dit nog steeds het geval; zoals dit tot uiting komt in het volgen van het populaire tweetalig onderwijs in de streek en het feit dat veel ouders hun kinderen naar Nederlandstalige scholen sturen in Vlaanderen.

## Nabijgelegen kernen
Bassilly, Silly, Ghislenghien